# Loro Boriçistadion
Het Loro Boriçistadion is een multifunctioneel stadion in Shkodër, Albanië. Het stadion wordt meestal gebruikt voor voetbalwedstrijden, de voetbalclub KS Vllaznia Shkodër speelt er zijn thuiswedstrijden. In het stadion is plaats voor ruim 16.000 toeschouwers.

## Geschiedenis
Het stadion, dat geopend werd in 1952, heette eerst Vojo Kushi Stadion (tussen 1952 en 1990), vernoemd naar Vojo Kushi, een communistische strijder actief in Shkodër na de Italiaanse bezetting van Albanië in april 1939. Hij kreeg de Orde van de Nationale Held. Na de val van het communisme in Albanië in 1990 werd de naam van het stadion ook veranderd. Loro Boriçi was een Albanese voetbalspeler die tussen 1945 en 1957 actief was voor het Albanese voetbalelftal.

## Interlands
Het Albanees voetbalelftal speelde in 2003 haar eerste interland in het Loro Boriçistadion. Ook het Kosovaars voetbalelftal speelde in 2016 en 2017 enkele interlands in dit stadion, omdat het Kosovaars nationaal stadion Fadil Vokrri gerenoveerd werd en het land geen andere UEFA-waardige stadions kent.
| 1  | 29 maart 2003    | Albanië – Rusland    | 3 – 1 | Kwalificatie EK 2004 | 12.000 |
| 2  | 7 februari 2007  | Albanië – Macedonië  | 0 – 1 | Vriendschappelijk    | 7.000  |
| 3  | 24 maart 2007    | Albanië – Slovenië   | 0 – 0 | Kwalificatie EK 2008 | 12.000 |
| 4  | 10 augustus 2011 | Albanië – Montenegro | 3 – 2 | Vriendschappelijk    | 5.000  |
| 5  | 31 augustus 2016 | Albanië – Marokko    | 0 – 0 | Vriendschappelijk    | 3.500  |
| 6  | 5 september 2016 | Albanië – Macedonië  | 2 – 1 | Kwalificatie WK 2018 | 14.667 |
| 7  | 6 oktober 2016   | Kosovo – Kroatië     | 0 – 6 | Kwalificatie WK 2018 | 14.612 |
| 8  | 9 oktober 2016   | Albanië – Spanje     | 0 – 2 | Kwalificatie WK 2018 | 15.425 |
| 9  | 24 maart 2017    | Kosovo – IJsland     | 1 – 2 | Kwalificatie WK 2018 | 6.832  |
| 10 | 11 juni 2017     | Kosovo – Turkije     | 1 – 4 | Kwalificatie WK 2018 | 3.758  |
| 11 | 5 september 2017 | Kosovo – Finland     | 0 – 1 | Kwalificatie WK 2018 | 2.446  |
| 12 | 6 oktober 2017   | Kosovo – Oekraïne    | 0 – 2 | Kwalificatie WK 2018 | 1.261  |
| 13 | 9 oktober 2017   | Albanië – Italië     | 0 – 1 | Kwalificatie WK 2018 | 14.718 |
| 14 | 17 november 2018 | Albanië – Schotland  | 0 – 4 | Nations League       | 8.632  |
| 15 | 22 maart 2019    | Albanië – Turkije    | 0 – 2 | Kwalificatie EK 2020 | 11.730 |